# 約翰·恩瑟·李特爾伍德
约翰·恩瑟·李特爾伍德（英語：John Edensor Littlewood，1885年6月9日—1977年9月6日），英国数学家，最为出名的是他和高德菲·哈罗德·哈代长期的合作。

## 生平
李特爾伍德出生在肯特郡的罗彻斯特。他在伦敦的圣保罗学校上学，并在那里受到了F·S·麦考利的教育，现在因为他对理想理论的贡献而出名。李特爾伍德在剑桥大学三一学院学习，并在1905年的数学Tripos考试中成为Senior Wrangler。在1908年他被选为三一学院的研究员，除了在曼彻斯特大学担任理查德讲师的三年外，在他的职业生涯中，他都在剑桥大学度过。
1928年，李特尔伍德获得劳斯·鲍尔数学教授席位，直到1950年。

## 工作
他的大部分工作都是在数学分析领域中。他在歐內斯特·巴恩斯的指导下开始研究，巴恩斯说李特爾伍德曾经尝试过证明黎曼猜想：李特爾伍德证明了如果黎曼猜想是正确的，那么素数定理成立，並可得到誤差項。这项工作使他成为了三一学院的一位研究员。